# تسیانیسیها
تسیانیسیها (به لاتین: Tsianisiha) یک منطقهٔ مسکونی در ماداگاسکار است که در تولیارا دوم واقع شده‌است. تسیانیسیها ۱۸٬۰۰۰ نفر جمعیت دارد و ۵۴ متر بالاتر از سطح دریا واقع شده‌است.